# Azizah de Niamkoko

Azizah de Nimakoko est un roman de Henri Crouzat, publié pour la première fois en 1959. 

## Synopsis
Azizah de Niamkoko raconte l'histoire d'une jeune et jolie métisse qui à la mort de sa mère qui l'a élevée, va retrouver son père, un colon blasé du nom de Enny, au village - fictif - de Niamkoko. Ce dernier, d'abord confondu par sa nouvelle situation, s'attache à sa fille. l'histoire est prétexte à parodier la société coloniale africaine de l'époque de la transition vers les indépendances.
Henri Crouzat s'inspire librement de sa propre expérience au Togo.

## Éléments d'analyse
Henri Crouzat s'inspire librement de sa propre expérience au Togo pour écrire ce livre. L'auteur le dédie « À tous les ennemis que ce livre va me faire, bien cordialement. » en raison de la description acide à la fois des Africains et des colons.
En effet Azizah de Niamkoko est une satire des sociétés coloniale et indigène à l’aube du processus de décolonisation de l’Afrique de l’Ouest. Reprenant, avec drôlerie, tous les poncifs sur les “Africains blancs” et les “nouvelles élites africaines” soucieuses de revanche et d’ascension sociale, Henri Crouzat livre un tableau des principaux acteurs de ces territoires : le gouverneur, le gendarme, les petits fonctionnaires, le missionnaire, l’aristocrate séducteur, entrepreneur et chasseur, les religieuses, les boutiquiers, les chefs traditionnels, le sorcier, les boys, les ouvriers africains, les auxiliaires de l’administration, les premiers élus, etc.
Ce sont aussi les épouses françaises, les maîtresses indigènes et les jeunes filles blanches, que chacun se partage et s’échange, qui exécutent une pantomime pathétique, entre naïveté, inimitiés féroces, ambitions minables et plaisirs faciles et répétés. Écartelée entre deux mondes que tout oppose, Azizah, la jolie métisse, reste la seule figure innocente de ce ballet faisandé.
Rédigé en 1953, Azizah de Niamkoko est considéré comme l’archétype du roman colonial d’après-guerre. Il doit être lu comme le témoignage d’un “Africain blanc” sur l’Afrique de l’Ouest à l’aube du processus de décolonisation. Autour de la figure charmante, naïve et légère d’Azizah, la belle métisse, l’auteur y dépeint en effet avec finesse et dérision la société coloniale comme la société indigène avec leurs haines réciproques et leurs travers mutuels.
L’auteur s’est appuyé sur son séjour au Togo pour ciseler les personnages et le décor de son roman : la brousse, la piste, le village, la plantation, le comptoir, le cercle des blancs, le club de tennis, le cinéma du chef-lieu, l’aéroport ou le palais du gouverneur.
Né à Albi, mais parisien dans sa jeunesse, Henri Crouzat (1911- 1966) était architecte. Il arrive au Togo après la guerre et y reste jusqu’en 1952. On lui doit notamment l’hôpital de Lomé et le premier plan d’urbanisme de la ville, ainsi que le bâtiment de la subdivision, construit après son départ, qui deviendra le ministère de l’intérieur du nouvel État. L’auteur utilise les caractères de ceux qu’il a côtoyés et les lieux où il a vécu pour former les personnages et le décor de son roman. Le nom de la bourgade de Niamkoko est formé à partir de ceux de Niamey, Conakry et Cotonou ; celui de la capitale Kobilonou est la combinaison de Conakry, Abidjan, Lomé et Cotounou.
Cet ouvrage est aussi un roman à clef où l’on reconnaît, sous les traits du gouverneur Jihenne, le gouverneur des colonies Jean Noutary (1896-1962), commissaire au Togo de janvier 1944 à mars 1948, et sous ceux de l’opportuniste marxiste Anani Kadjalla, Anani Santos (1912-1986), l’un des premiers avocats autochtones d’Afrique francophone. Bénéficiaire d’une des premières bourses accordées par la France à des étudiants togolais, Santos est une figure de l’anticolonialisme. Il s’illustre en défendant les insurgés malgaches en 1947 et en fondant en 1951 le premier parti indépendantiste du Togo. Ayant refusé d’être nommé premier ministre par les Français, il fut ministre de la justice, des transports et du commerce dans le premier gouvernement constitué après l’indépendance par son oncle par alliance Sylvanus Olympio. Il reste à ce poste jusqu’à sa démission en mai 1959.

## Réception critique
Le roman a connu un grand succès auprès du public, dès sa parution.
Tout en lui reconnaissant des qualités littéraires comme la facilité de lecture et la qualité des personnages, certaines critiques qualifient le roman comme d'« un colonialisme sans faille et sans perspective, appuyé sur une parfaite bonne conscience raciste »,,. Les critiques remarquent cependant l'ironie dont fait preuve Henri Crouzat dans sa description des blancs colons.